# 말자상속

말자상속(末子相續, 영어: Ultimogeniture)은 마지막에 태어난 자녀(막내아들)가 집안의 재산이나 가장을 상속하는 제도이다. 반대어로는 장자상속(長子相續)이 있다.

## 개요
유목민 사회에서는 아들이 성인이 되어 부모로부터 가축이나 노비 등을 일정수 분배받아 독립하는데, 막내아들은 마지막까지 부모 슬하에서 독립하지 않고, 부모가 죽은 뒤에는 부모가 직접 남겨준 재산을 그대로 상속받았으므로, 말자상속 풍습이 생겨나게 되었다. 앞서 독립한 자식들이 분배받은 재산은 부모의 재산 가운데서도 일부인 경우가 많았으므로 결과적으로 막내아들이 부모의 재산을 대부분 상속받게 되었다. 이와 같은 독립해 분가하는 자식에게 부모의 재산을 나누어 주는 것으로, 재산(가축)의 분할이 용이한 유목민들에게 찾아볼 수 있는 상속 형태이다.
다만 가장의 상속과 재산 상속은 별개로 여겨진 듯한 부분이 있어서, 가장 계승은 실력으로 이루어지는 경우가 많아도, 재산의 상속은 막내아들이 유리한 경향이 있었다.
성인 ・ 독립하지 않은 자식이 부모 슬하에 몇 명이나 남아 있는 와중에 부모가 사망할 경우 막내아들이 아니라 그 시점에서 성인이 되지 않은 아들들 가운데 가장 연장자가 부모의 재산을 상속받는 경우도 있었다.그러나 그 경우에도 막내아들은 장래적으로 어머니의 재산을 상속받는 등 그 나름대로 중요하게 여겨지는 경우도 많았다.
몽골인 가운데는 부모의 유산을 상속받은 막내아들을 「불과 유르트의 주인」('불씨를 지키는 자'라고도)를 의미하는 '옷치긴'이라고 불렀다. 집안의 신성한 화로의 불씨를 지키고 이어가는 자이기 때문이다. 칭기즈 칸의 친막내동생인 테무게 옷치긴이 유명하다.
가장 어린 아이가 '집안의 진로를 유지하고, 부모를 돌보고, 집에서 계속하는' 역할을 맡았던 반면, 장성한 아이들은 세상에서 자립하고 그들 자신을 부양할 수 있는 시간과 기회를 가지고 있는 상황에서 말자상속은 적절하다고 여겨질 수 있다. 이 제도의 변형에서, 장남들은 예를 들어 결혼하고 자신의 가정을 가질 때와 같이, 어린 나이에 미리 땅과 이사할 수 있는 재산의 몫을 받았을지도 모른다. 또한 말자상속은 자녀가 성숙한 성인일 가능성이 높은 노인 통치자와 재산 소유자의 사유지에 적합하다고 간주될 수 있다.
말자 상속의 또 하나의 사고방식으로써, 약탈한 여성과의 혼인이나 처첩의 상속이 이루어지는 사회에서 여성의 첫 번째 아들은 그 여성의 전 남편의 아들일 가능성이 두 번째 아들 이후에 비해 높았기 때문에, 대개의 경우 장남을 집안의 상속자로 하지 않았던 것,이라는 것이다.
장자상속이자 일부다처제가 행해지는 사회에서는 남편(가장)이 늙어서 맞이한 젊은 아내와의 자녀를 가장이 편애함으로써 종종 상속 다툼이 벌어진다. 반면 말자상속은 상속 시점에서 가장의 뜻에 따라야 하기 때문에 장자 상속과 관련된 분쟁이 일어나기 어렵다. 그러나 말자상속의 단점 가운데 하나는 형제 자매들, 특히 관련 성별에서 서열이 첫째가 되는 형제 자매들이, 만약 장자상속이 친숙한 개념이라면, 그 전통으로부터 벗어나도록 더욱 고무될 것이라는 사실이다. 형제 자매 가운데 연장자들은 순전히 그들이 더 일찍 태어났다는 이유만으로도 그들의 막내동생들이 말자상속에 의해 부모로부터 재산을 상속받기도 전에 권력, 부, 경험 및 영향력을 쌓을 많은 시간과 기회를 가지게 되기 때문에, 그들이 중심이 되는 가운데 말자상속의 전통은 무시되거나 심지어 폐기될 가능성이 더 높다. 재산 상속 과정에서 강요, 암살, 동족 살해, 심지어 부친 살해까지도 벌어질 수 있는데, 말자상속 아래서는 형제 자매가 가질 수 있는 모든 이점들에 의해 비켜가기도 한다. 분명히 말하면, 말자상속제 아래서 그 규정을 무시함으로써 이득을 얻게 될 사람들은 다른 세습법에 비해서 그 전통을 파기하는 것을 실행에 옮길 가능성이 더 높다. 예를 들어, 장자상속 아래서, 만약 그들이 말하는 전통을 무시할 수 있다면, 어린 형제자매들은 그렇게 실행에 옮기려 할 수도 있다. 하지만, 장남, 장녀들은 여전히 앞서 언급한 장점들을 가지고 있기 때문에, 장자 상속의 전통은 보다 지속되는 경향이 있다.

## 말자상속의 사례들
- 세계의 많은 민속학적 전통은 (다양한 해석이 존재하기는 하지만) 가장 어린 형제자매로 기록되어 있는 중요한 인물들을 전하고 있다. 구약성서에 등장하는 이삭, 야곱, 다윗[1]을 포함한 몇몇 중요한 성경 속 등장인물들은 막내 아들(또는 딸)로 묘사되어 있고, 일부 학자들이 이 점을 이유로 히브리인들 사이에 말자상속이 존재했다고 주장하기도 하지만, 이러한 형태의 유산 상속은 보존된 다른 성경 본문에서는 등장하지 않는다.[2] 《황금가지》의 저자인 민속학자 프레이저(Frazer)[3]의 각주에는 다음과 같이 쓰여 있다. "헤시오도스의 《신통기》132 sq.를 보면 크로노스를 가장 어린 자식이라고 설명하는 데 동의하고 있다. 아버지 크로노스의 뒤를 이어 신들의 왕좌에 오른 제우스는 마찬가지로 그의 가족 중 막내였기 때문에(Hesiod, Theog. 453 sqq.), 우리는 고대 그리스인 또는 그들의 조상들 사이에서 한때 말자상속이나 보다 젊은 사람들에 의해 계승되었던 것을 추측할 수 있다."[3] 그리스 신화에서 왕권은 님프와의 결혼에 의해 수여되었는데, 그는 말자상속이나 또는 어떠한 시합에서의 승리에 의해 님프로부터 선택되었다.[4]
- 영국에서는 '버러 잉글리시'(Borough English)[5][b]"라는 가부장적 말자상속제(즉, 생존한 가장 어린 남자 아이로의 상속)가 존재했으며, 여러 고대 잉글랜드 자치구에서 행해졌던 것을 후대에 본딴 것이다.[6] 그것은 오로지 장남이 사망한 사람들에 대해서만 시행되었고, 아들이 없을 때 고인의 막내 남동생에 의한 상속의 원칙도 포함했다.[6] 그 관습은 가장 어린 딸, 여동생, 고모 등에게 더 자주 확대되었다.[6] 그 기원에 대해서는 많은 설이 있지만, 일반적으로 장자상속을 행했던 노르만인들은 그것을 색슨족의 유산이라고 여겼다.[5] 1327년의 법정 판례에서는 그것이 노팅엄(Nottingham)의 영국인 자치 구역의 관습이라는 점을 발견했는데, 다만 그 마을의 '프랑스인' 자치 지역에서는 그러한 관습이 발견되지 않았다.[7] 이 전통은 또한 영국의 많은 시골 지역에서 발견되었는데, 그곳은 소택지에 의해 소유된 땅이었다.[6] 또한 햄프셔(Hampshire), 서리(Surrey), 미들섹스(Middlesex),[6] 서포크(Suffolk) 그리고 서섹스(Sussex)[5]의 영지에서도 그러한 풍습이 발견되었는데, 그곳은 여기서 의례적인 관습으로 상속의 형태를 말자상속으로 규정하고 있었다.
- 독일 작센-알텐부르크 공국에서는 전통적으로 토지 소유권이 막내아들에게 넘어갔고, 막내아들은 그의 형들을 농장 노동자로 고용하는 경우도 있었다.[8]
- 인도에서, 모계 말자상속은 전통적으로 막내 딸에게 상속되는 메갈라야의 카시(Khasi) 사람들에 의해 행해진 풍습이었다. 재산의 일부는 형제 자매들에게 나누어졌지만, "조상의 난로"를 포함한 대부분의 몫은 노부모를 돌볼 것으로 예상되는 막내딸(카크하드두)과 미혼 남매에게 주어졌다. 결과적으로, 가장 어린 딸과 결혼하는 것은 신거제 혼인이었던 다른 형제자매들과의 결혼과는 반대로, 모처혼 즉 남편이 처가에 들어가 사는 방식이었다.
- 인도 남부 케랄라의 말라바르 시리아 기독교 공동체 가운데는 막내아들이 조상의 집(타라바드)과 인접지의 재산을 얻고 노부모를 돌볼 것으로 예상되는 반면 형들도 따로 살지만 재산의 일부를 차지할 정도로 말자상속이 행해지고 있다. 딸들은 풍족한 지참금을 받지만 전통적으로 재산의 상속을 받지 않는다.[9][10] 아들이 없는 경우에만 막내딸의 남편이 정식으로 양자(다투푸트라)로 받아들여져 막내아들의 역할을 다한다.[10][9]
- 몽골인들 중에서는 장남들이 장남들보다 더 많이 받는 등 결혼하면서 가족 재산의 일부를 받았지만, 조상의 자리는 그의 몫으로 분배되는 가축과 함께 막내에게 상속되었다.[11] 마찬가지로, 각각의 아들은 가족의 숙영지와 목장의 일부를 상속받았고, 장남들은 어린 아들들보다 더 많은 것을 받았지만, 가족의 유르트로부터 더 멀리 떨어져 있었다(가족 단위는 몇 세대 후에는 어쩔 수 없이 헤어질 수밖에 없었다). 마찬가지로 칭기즈칸의 제국도 그의 네 아들들에게 나누어졌지만, 몽골의 본국은 막내 톨루이에게 넘겨졌다.[12]
- 버마 북부와 중국 남부의 카친족은 전통적으로 장남들에게 성숙한 후 가산을 물려받을 막내아들을 남겨두고 떠나라고 지시한다.[13]
- 중국 남부의 다이족들은 그들의 대나무 집을 가족의 막내 아들에게 물려주며, 나이든 아이들이 그들의 부모로부터 독립하여 살도록 요구한다.[14]
- 보른홀름섬은 1773년의 법령에서 말자상속을 명기했다. 그 관습은 1887년에 폐지되었다.[15]
- 한국의 조선 왕조 개창 초기, 조선 왕조의 창업주 태조 이성계는 첫 번째 부인 신의왕후 한씨 소생의 다섯 왕자들과 두 번째 부인 신덕왕후 강씨 사이의 두 왕자 가운데서 신덕왕후 소생의 막내아들 방석을 세자로 책봉하였는데, 이것이 불씨가 되어 신의왕후 소생의 왕자인 정안대군 이방원이 주도해 제1차 왕자의 난을 일으켰다. 이후 조선의 역대 국왕들 사이에서 장자가 왕위 계승권에 있어서 우선권을 갖는 것이 하나의 원칙이 되었다.

## 같이 보기
- 상속

### 내용주
1. ↑  예를 들어 칭기즈 칸은 장남이었지만 자신을 포함해 동복 형제들 가운데 누구도 아직 성인이 되지 않은 가운데 아버지 예수게이가 사망하는 바람에 집안 전체를 상속받았다.
2. ↑  대체로 borough English 그리고 Borough-English로 번역된다.[6]